# Thomas Wildey

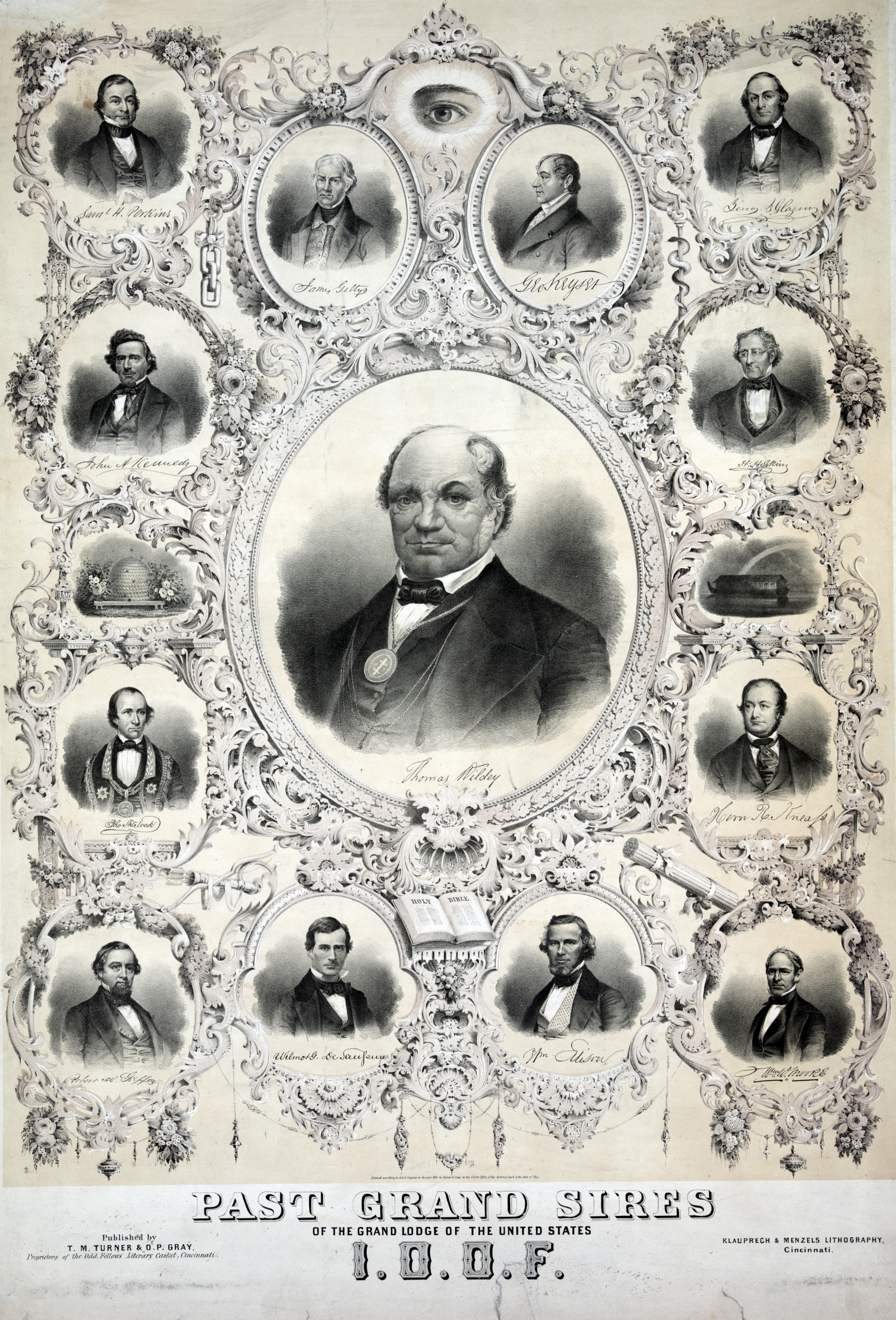
Mitglieder des Independent Order of Odd Fellows, in der Mitte Thomas Wildey.

Thomas Wildey (* 15. Januar 1782 in London; † 19. Oktober 1861) war ein englischer Handwerker und Gründer des Odd-Fellow-Ordens (I.O.O.F.).

## Leben
Thomas Wildey wurde 1782 in London geboren und im Alter von fünf Jahren zum Vollwaisen. Im Alter von 14 Jahren zog er zu einem Onkel und wurde zum Kutschenbauer ausgebildet.
1817 wanderte Wildey nach Amerika aus und gründete unter dem Eindruck einer gerade überstandenen Gelbfieberepidemie und deren Folgen, einer gleichzeitigen hohen Arbeitslosigkeit sowie eines immensen Druckes auf die Siedler am 26. April 1819 in Baltimore die Washington Lodge No.1. Er schuf damit im Gegensatz zu den englischen Odd Fellows einen Orden, in dem Freundschaft, Liebe und Wahrheit die höchsten Gebote sind und Brüderlichkeit, gegenseitige Hilfe und Unterstützung zu den Prinzipien zählen. Der neue Orden machte keinen Unterschied zwischen Rasse, Religion und politischer Zugehörigkeit. Bereits zwei Jahre nach der Gründung der Washington Lodge wurde die Großloge von Maryland gegründet. 1826 reiste Wildey zurück nach England und erwirkte dort einen Freibrief, der ihn von den englischen Odd Fellows lossagte und ihm die Erlaubnis erteilte, außerhalb Englands Logen und Großlogen zu gründen. Bedingt durch seine eigene Kindheit war es Wildey ein Anliegen, Bedürftigen zu helfen, Witwen und Waisen zu versorgen und die Toten zu bestatten. Dieses Motto hat sich bis heute gehalten.
Als Wildey 1861 starb, waren in Amerika bereits mehr als 200.000 Männer in den I.O.O.F. eingetreten. 1870 wurde dann die erste Odd Fellow - Loge in Deutschland gegründet, die Württemberg-Loge No. 1 in Stuttgart.